# Paulkellerite
La paulkellerite è un minerale.